# The Fast and the Furious (videojuego de 2003)
The Fast and the Furious es un videojuego de carreras cancelado basado en la franquicia cinematográfica del mismo nombre. Fue planeado para ser desarrollado por Genki y sería publicado por Universal Interactive, una subsidiaria de Vivendi Universal Games.

## Sinopsis
El jugador, como corredor callejero, debe participar en una serie de 80 eventos de carreras callejeras basados en misiones para ser clasificado como uno de los diez mejores corredores de todos los tiempos.

## Jugabilidad
El juego presentaría una gran cantidad de marcas con licencia, fabricantes de automóviles y opciones de personalización de automóviles en un juego de carreras. Cada fabricante tendría 28 automóviles en total. Los fabricantes que se muestran en el tráiler son Toyota, Mitsubishi, Lexus, Ford, Mazda, Nissan, Dodge y otros. La personalización fue sólida y muy decente para un juego de carreras. Los jugadores pueden personalizar su automóvil, así como poner piezas de rendimiento en sus automóviles. También podrían pintar y poner capas de vinilo en sus autos. Los jugadores también pueden conducir autos heroicos populares de las dos primeras películas, como el Supra, Skyline, Lancer Evo, Eclipse de Brian, el Charger de Dom y otros autos. El juego tendría lugar en Los Ángeles y Miami, que se divide en varias calles. Parece que el juego incluye exploración libre, una característica que muchos juegos de carreras de esa época no tenían, y también tendría persecuciones policiales. También hubo eventos de carreras de drag en los que los jugadores podían hacer caballitos impresionantes. Estos eventos de drag en algunos juegos de carreras como Need for Speed: Underground hicieron que los autos no mostraran tal movimiento. Posiblemente hubo más eventos, como carreras callejeras estándar (Circuitos, Sprints, etc.), así como algunas misiones que los jugadores podían realizar (como una misión en la que los jugadores deben recoger piezas esparcidas por las calles y entregarlas a un lugar importante). Además, parece que también habría un sistema de reputación en el que cuando uno completara eventos, su estado de reputación aumentaría, probablemente desbloqueando la personalización, el rendimiento, más autos disponibles para comprar, así como desbloqueando misiones y eventos de carreras para completar. Si el sistema de reputación es una indicación, parece que el estado de reputación de uno en el juego probablemente deba aumentar para que uno progrese en el juego. La interfaz que muestra este sistema de reputación se puede ver en el tráiler del E3 2003, así como en el tráiler del juego del DVD de 2 Fast 2 Furious.

## Desarrollo
Se planificó su lanzamiento en PlayStation 2 dentro de una ventana de lanzamiento de noviembre de 2003, y para Xbox a principios de 2004. En el evento E3 2003, se mostró una gran cantidad de jugabilidad real del juego y se incluyó un avance del título como característica adicional en el lanzamiento en DVD de 2 Fast 2 Furious. A pesar de esto, el juego nunca se volvería a mencionar, y Universal Interactive se cerró al año siguiente. Existe muy poca información sobre el juego más allá de la cobertura del E3 y los avances.